# Комісаровське сільське поселення (Красносулинський район)
Комісаровське сільське поселення — муніципальне утворення у Красносулинському районі Ростовської області. 
Адміністративний центр поселення — хутір Лихий.
Населення - 6679 осіб (2010 рік).

## Географія
Комісаровське сільське поселення розташоване на півночі Красносулинського району Ростовської області; у верхів’ях правої притоки Сіверського Дінця річки Лиха; південніше найпівденнішої місцевості міста Кам’янськ-Шахтинський, колишнього селища міського типу Лиховський. 
Поселення займає площу 2315,8 кв. км. 
Адміністративним центром селища є хутір Лихий. Відстань до районного центру Красного Сулина — 65 км
Протяжність автошляхів з твердим покриттям складає близько 40 км.
Населені пункти поселення не газифіковані. Хутором Лихим прокладено газопровід середнього тиску.
Централізованим водопостачанням забезпечені: хутір Лихий, селище Чичерино, селище Розет, хутір Тацин, хутір Комісаровка.

## Історія
У 1867 році в хуторі Лихий мешкало близько 500 осіб. У квітні 1871 року було побудовано дерев'яний Георгієвський храм у Лихому. До 1900 року в парафії церкви працювало дві церковнопарафіяльні школи.
До початку XX сторіччя на хуторі Фомін Лиховський було 105 казацьких, 38 селянських й 53 іногородніх дворів. В ньому мешкало 1207 осіб. Нову кам'яну церкву побудували в 1905 році замість трухлої дерев'яної.
У роки російської громадянської війни священик Георгіївського храму Фомін Лиховського хутора Михайло Стратонович Пашутін був схоплений й розстріляний більшовиками на станції Лиха. У будівлі церкви в різний час був склад, клуб, комора. В церкві була зруйнована дзвіниця та знято куполи.
З 1944 року у храмі відновилися богослужіння, що тривали й за «хрущовської відлиги».

## Адміністративний устрій
До складу Комісаровського сільського поселення входять:
- хутір Лихий - 3162 особи (2010 рік),
- хутір Калиновка - 94 осіб (2010 рік),
- хутір Комісаровка - 656 осіб (2010 рік),
- хутір Тацин - 945 осіб (2010 рік),
- селище Зелений Холм - 23 осіб (2010 рік),
- селище Розет - 945 осіб (2010 рік),
- селище Чичерино - 854 осіб (2010 рік).[3]

## Пам'ятки
- На хуторі Лихий розташована Братська могила з меморіальним комплексом та єдинофігурним пам'ятником висотою 2,8 м на постаменті.
- У Георгієвському храмі зберігається близько 40 святих мощей, включаючи мощі оптинських старців й Мощі Святого Луки Кримського. Найшанованіша ікона Святої Мотрони Московської.